# Stichting Historie der Techniek
De Stichting Historie der Techniek (SHT) is een Nederlandse stichting die techniekhistorisch onderzoek verricht en techniekhistorische boeken uitgeeft. Zij werd opgericht in 1988 op initiatief van de Nederlandse beroepsvereniging voor ingenieurs KIVI NIRIA en de technische universiteiten van Delft, Eindhoven en Twente.
De SHT is de uitgever van de standaardwerken over de geschiedenis van de techniek in Nederland in de negentiende en twintigste eeuw. De zesdelige serie over de negentiende eeuw is integraal opgenomen in de Digitale Bibliotheek voor de Nederlandse Letteren (DBNL).